# Метод Гартрі
Метод Гартрі - процедура самоузгодженого розв'язку багатоелектронної квантовомеханічної задачі шляхом зведення її до одноелектронної задачі з ефективним потенціалом, що враховує взаємодію з іншими електронами квантовомеханічної системи. Метод запропонував англійський фізик Дуґлас Гартрі в 1928 році.
У методі Гартрі хвильова функція багатоелектронної системи шукається у вигляді добутку одноелектронних хвильових функцій. 
{\displaystyle \Psi (\mathbf {r} _{1},\mathbf {r} _{2},\ldots ,\mathbf {r} _{i},\ldots )=\prod _{i}\psi _{i}(\mathbf {r} _{i})}.
Метод Гартрі не враховує обмінної взаємодії, яка важлива для пояснення утворення ковалентних зв'язків між атомами, тому поступився місцем узагальненому методу Гартрі — Фока, який використовує як пробну функцію детермінант Слейтера.